# Hepatitis aguda grave de causa desconocida en niños
Hepatitis aguda grave de causa desconocida en niños es el nombre dado a un brote epidémico en varios países de la enfermedad hepática de origen desconocido, reportada por vez primera por Reino Unido a la Organización Mundial de la Salud (OMS) el 5 de abril de 2022 ante un incremento en el número de casos de hepatitis aguda grave en menores de diez años previamente sanos sin infección por los virus de la hepatitis A a la E. Posteriormente, Estados Unidos notificó la detección que se había hecho en octubre de 2021 de un grupo de casos de la misma patología, también de origen idiopático, en un hospital pediátrico de Alabama.
La enfermedad no cuenta con una definición de caso confirmado, únicamente casos probables, definidos por la OMS y el Centro Europeo para la Prevención y Control de Enfermedades (ECDC) como cualquier persona menor de 16 años que presente hepatitis aguda no causada por virus de la hepatitis A la E —ni otras causas conocidas, como trastornos metabólicos, autoinmunes, por fármacos o infecciones— con elevación de las transaminasas séricas por arriba de las 500 UI/L. Una de las principales hipótesis de su etiología es una infección por adenovirus, detectado en la mayoría de los casos británicos, específicamente el subtipo F41. El 12 de julio, la OMS reportó 1010 casos probables en 35 países y 22 fallecidos, además de que mantuvo en «moderado» el riesgo a escala global por el brote.

## Enfermedad
En un artículo de Eurosurveillance sobre los primeros casos reportados en Escocia, se informó que la información epidemiológica y clínica mostraba que, dentro de las manifestaciones clínicas, había vómitos en las semanas previas, ictericia y niveles considerablemente elevados de alanina aminotransferasa (ALT), en algunos casos superior a las 2000 UI/L. Además, los pacientes habían dado negativo a pruebas en la búsqueda de los virus de la hepatitis A, B, C y E (con un caso pendiente en ese momento de reporte y uno con muestra insuficiente para la prueba de hepatitis B). Las definiciones de caso provisionales empleadas en esa ocasión eran:

- Un caso confirmado incluye a cualquier [persona] de diez años de edad o menos que presente, a partir del 1 de enero de 2022, elevación de aspartato aminotransferasa (AST) o ALT mayores de 500 UI/L, o un contacto de cualquier edad de un caso sospechoso o confirmado.
- Un caso sospechoso se define como una persona que presenta, a partir del 1 de enero de 2022, ictericia sin causa conocida, de diez años de edad o menos, o un contacto de cualquier edad de un caso sospechoso o confirmado.

Definiciones de caso empleada para los primeros casos reportados en Escocia.

Poco después, cuando el número de casos escoceses ya era de diez, la mayoría se presentaba con ictericia, diarrea, vómito y dolor abdominal. Por su parte, en el reporte de los casos de Alabama (Estados Unidos), los Centros para el Control y Prevención de Enfermedades (CDC) planteaban: «Antes de la hospitalización, entre los nueve pacientes, en siete se registraron vómitos, en seis diarrea y en tres síntomas respiratorios altos. Al momento del ingreso hospitalario, ocho pacientes presentaban [ictericia visible en la esclerótica], siete hepatomegalia, seis ictericia y uno encefalopatía». Asimismo, todos los casos presentaron elevación de transaminasas, con la ALT entre 603 y 4696 UI/L, la AST entre 447 y 4000 UI/L, mientras que la bilirrubina total varió entre rangos de normalidad y altos (0.23 a 13.5 mg/dL). Las edades de los pacientes varían de un mes a dieciséis años; al reportar la situación, la Organización Mundial de la Salud (OMS) y el Centro Europeo para la Prevención y Control de Enfermedades (ECDC) aportaron una definición provisional de «caso probable» y especificaron que no existía la definición para un «caso confirmado»:

- Caso probable: Una persona que presenta hepatitis aguda (no causada por los virus de la hepatitis A a la E*) con transaminasas séricas por encima de las 500 UI/L (AST o ALT), de 16 años o menos, a partir del 1 de octubre de 2021.
- Relación epidemiológica: Una persona que presenta hepatitis aguda (no causada por los virus de la hepatitis A a la E*) de cualquier edad que fue contacto cercano de un caso probable, a partir del 1 de octubre de 2021.
- Caso descartado [añadido en boletín conjunto del ECDC y la OMS del 13 de mayo]: Una persona previamente clasificada como caso, que luego de investigaciones no cumple con los criterios de la definición de caso.

*Si está pendiente la serología para [los virus de la] hepatitis A la E, pero se cumplen otros criterios, se pueden reportar y se clasificarán como «pendientes de clasificación». Son descartados los casos con otras explicaciones para su presentación clínica.
Definiciones de caso según la OMS y el ECDC.

Asimismo, los ECDC añadían que: «Los casos de hepatitis con etiología conocida, como los causados por enfermedades infecciosas específicas, toxicidad por fármacos y trastornos metabólicos hereditarios o autoinmunes, no deben reportarse bajo este protocolo». La clínica descrita por la OMS señala a la enfermedad como una «hepatitis aguda con marcada elevación de las enzimas hepáticas»:

Muchos casos reportan síntomas gastrointestinales, incluyendo dolor abdominal, diarrea y vómito, previos a la presentación de hepatitis aguda severa, niveles elevados de enzimas hepáticas (aspartato aminotransferasa (AST) o alanina aminotransferasa (ALT) por encima de las 500 UI/L) e ictericia. La mayoría de los casos no presentó fiebre. En ninguno de los casos se han detectado virus comunes causantes de hepatitis viral aguda (virus de la hepatitis A, B, C, D y E). No se han identificado como factores los viajes internacionales o vínculos con otros países según la información actualmente disponible [23 de abril].
Descripción de las manifestaciones clínicas por parte de la OMS.

### Causa

#### Reportes
En su primer reporte sobre los casos registrados en Reino Unido, la OMS (Organización Mundial de la Salud) planteaba que los pacientes habían dado negativo para las pruebas de virus de la hepatitis A, B, C, E y D (si correspondía) «mientras que se llevan a cabo investigaciones adicionales para comprender la etiología de estos casos». En el segundo informe, publicado ocho días después, el organismo informó que se había detectado adenovirus en al menos 74 de los casos —dieciocho con pruebas específicas que identificaron el F41—, además de SARS-CoV-2 en veinte casos, y diecinueve en los que hubo infección de ambos patógenos. En ese momento, tanto Reino Unido, como Países Bajos, según la OMS, habían registrado un incremento en la transmisión comunitaria de adenovirus. No obstante, el informe aclaraba que esta situación podría ser resultado del incremento en el número de pruebas realizadas.
El 10 de mayo, la Organización Panamericana de la Salud (OPS) señaló, en su actualización de ambos reportes y al suyo presentado el 29 de abril, que la «información actualmente disponible para la OMS sobre epidemiología, laboratorio y clínica es limitada y hasta el momento no se ha identificado ningún agente etiológico como causante del evento». Igualmente, sostenía que en «muchos casos se ha detectado la presencia de adenovirus en sangre o plasma, pero con cargas virales bajas. No se ha determinado la presencia de este agente en las muestras de tejido hepático de los pacientes analizados, por lo que pudiera tratarse de un factor coincidente más que causal». En su nota técnica del 17 de mayo, la OPS informó nuevamente que dada la limitada información disponible aún no se había identificado el agente etiológico. También actualizaba la información dadas las «varias las hipótesis que se están investigando, entre ellas las que indican al adenovirus (tipo F41 en particular) como uno de los agentes involucrados, junto con otras causas concomitantes». Con respecto a estas últimas, el organismo planteaba investigaciones en curso en torno al «rol del SARS-CoV-2, ya sea como una coinfección o como una infección previa, en pacientes que adquieren infección por adenovirus».
En su actualización del 27 de mayo, la OMS señalaba:

La etiología de esta hepatitis aguda severa continúa siendo desconocida y sigue bajo investigación; los casos han sido más graves en términos clínicos y una mayor proporción desarrolló insuficiencia hepática aguda en comparación con los reportes previos de hepatitis aguda grave de causa desconocida en niños. Todavía debe establecerse si los casos detectados están por encima de los niveles de referencia esperados y dónde ocurre esto.

Según el organismo, la mayoría de los casos «parecen no estar relacionados [entre sí, además de que] se están llevando a cabo amplias investigaciones epidemiológicas para identificar exposiciones comunes, factores de riesgo o relaciones entre casos». Por otra parte, reportaba que Reino Unido había notificado «un incremento en la actividad del adenovirus», sin embargo, el rol de ese virus y del SARS-CoV-2 con la patogénesis «no está clara». Asimismo, apuntaba que «no se ha determinado la fuente y modo de transmisión de potencial(es) agente(s) etiológico(s), por lo que no se puede evaluar plenamente la probabilidad de mayores propagaciones», a la vez que indicaba que «no se puede descartar la transmisión de persona a persona». Sobre las hipótesis manejadas decía:

Mientras que el adenovirus es una hipótesis creíble [...] no explica plenamente el cuadro clínico más grave observado en estos casos. Necesitan investigarse otros factores tales como la mayor suceptibilidad entre niños pequeños posterior a un reducido nivel de circulación de adenovirus durante la pandemia de COVID-19, la potencial aparición de un nuevo adenovirus, la coinfección con SARS-CoV-2 o complicaciones de una infección previa por SARS-CoV-2, que conduciría a una activación inmune mediada por superantígenos y que propone un mecanismo causal del síndrome inflamatorio multisistémico en niños. [...] Es importante hacer notar que la actual aparente asociación identificada con adenovirus podría ser fortuita debido a la mejora en las pruebas de laboratorio en asociación con mayores niveles de transmisión comunitaria de adenovirus.

En su actualización del 24 de junio, la OMS mantenía —para estimar en «moderado» el riesgo a escala global por el brote— que la «etiología de esta hepatitis aguda grave sigue siendo desconocida y sigue bajo investigación», a la vez que también planteaba: «Aunque no hay reportes disponibles de infecciones asociadas con la atención médica, no se puede descartar la transmisión de persona a persona, ya que ha habido algunos informes de casos relacionados epidemiológicamente». Por otra parte, el organismo presentó un «Formulario de Reporte de Caso (CRF)» y la «Plataforma clínica mundial de la OMS para la hepatitis aguda grave de etiología desconocida en niños». Además, instaba a los Estados miembro a participar en una encuesta para recopilar datos, especialmente en los países fuera de la región de Europa, que cubrieran un periodo de cinco años con lo que estimar una incidencia de referencia y determinar «dónde están ocurriendo los casos a tasas más altas de lo esperado».
Por otra parte, el 1 de julio, los ECDC en su actualización de casos europeos señalaron: «Siguen bajo investigación la etiología y los mecanismos patogénicos de la enfermedad. Se ha identificado una posible asociación con infecciones por adenovirus, pero se están indagando otras hipótesis y posibles cofactores. La mayoría de los casos continúan siendo reportados como esporádicos, no relacionados [entre sí]». El 12 de julio, la OMS publicó un nuevo reporte en el que sostenía que: «El adenovirus continúa siendo el patógeno más frecuentemente detectado entre los casos con información disponible» y mantuvo en «moderado» el riesgo a escala global. Un día antes inició su «Encuesta mundial sobre hepatitis aguda grave de etiología desconocida en niños de 2017 a 2022» con los objetivos de determinar «si ha habido un aumento reciente o no en la incidencia de hepatitis aguda grave de etiología desconocida [...] en niños [de 16 años o menos]» y valorar «cualquier cambio en la distribución por edades y la gravedad de los casos notificados a lo largo del tiempo (2022 en comparación con [el periodo] 2017-2021)».

##### Pautas de laboratorio
El 15 de junio, la OPS publicó sus «Orientaciones provisionales para los laboratorios» en las que señalaba que, ante las varias hipótesis propuestas, era necesario «incorporar la
búsqueda de adenovirus como parte del protocolo de investigación entre las posibles causas infecciosas». También aportaba las definiciones de caso:

- Confirmado: No es aplicable en la actualidad.
- Probable: Una persona que presenta una hepatitis aguda (habiendo descartado las hepatitis virales más comunes: A, B, C, E) con aspartato transaminasa (AST) o alanina transaminasa (ALT) superior a 500 UI/L, que tiene 16 años o menos, y que se detecta desde el 1 de octubre de 2021 en adelante.
- Vinculado epidemiológicamente: Una persona que presenta una hepatitis aguda (descartando que sea una hepatitis por virus A, B, C, E) de cualquier edad que es un contacto cercano de un caso probable desde el 1 de octubre de 2021.

Definiciones de caso según las «Orientaciones provisionales para los laboratorios» de la Organización Panamericana de la Salud.

Por otra parte, indicaba que las muestras se tomarían con base en la presentación clínica de la enfermedad: heces, orina, plasma, muestras respiratorias —hisopado naso u orofaríngeo, aspirado nasofaríngeo o transtraqueal, lavado broncoalveolar—, hisopado o raspado conjuntival y secreciones genitales. Desaconsejaba la realización de biopsias; el tejido hepático debía recolectarse «únicamente si está disponible de un caso fatal o como producto de un trasplante». En suma, consideraba como muestras prioritarias, «que se deben recolectar de pacientes sintomáticos», las heces y la sangre total. Igualmente aportaba un algoritmo para los pacientes bajo investigación: se debía iniciar con pruebas de hepatitis A, B y C en sangre total/suero, seguido del descarte de otras patologías con hepatitis e ictericia —fiebre amarilla, leptospirosis, malaria— y reacción en cadena de la polimerasa para la detección de adenovirus —y su tipificación en caso de ser positivo— en sangre total/suero e hisopado nasofaríngeo. Finalmente, planteaba paneles respiratorios en hisopado nasofarígeo —considerando también citomegalovirus y virus de Epstein-Barr— y de enterobacterias en heces.
Dos días después, la OMS hizo lo propio con sus orientaciones provisionales «Pruebas de laboratorio para la hepatitis aguda grave de etiología desconocida en niños», en las que establecía tres categorías de clasificación de los diagnósticos para priorización: (1) pruebas diagnósticas necesarias para cumplir con los criterios de la OMS de la definición de caso; (2) diagnósticos adicionales para excluir otras causas conocidas de hepatitis aguda grave en pacientes pediátricos, y (3) diagnósticos de investigación para identificar la(s) potencial(es) etiología(s). Aconsejaba dar «prioridad a la recolección rutinaria de muestras clave tan pronto como sea posible después del inicio de los síntomas» y consultar, con hepatólogos pediatras, la valoración de «otros factores etiológicos que se sabe que causan hepatitis aguda grave en niños, incluidos otros agentes infecciosos, exposiciones ambientales (toxinas, medicamentos), condiciones metabólicas hereditarias o trastornos autoinmunes».

#### Hipótesis
Una de las principales hipótesis de la etiología de la enfermedad es el adenovirus F41, un agente causal de sintomatología digestiva y fiebre en pacientes pediátricos, pero que no se había relacionado con hepatitis. Mahase (2022) indica que, según un informe de la Agencia de Seguridad Sanitaria del Reino Unido, se han planteado como posibles cofactores —además de una infección por adenovirus— «una susceptibilidad por falta de exposición previa a causa de la pandemia, infección previa por SARS-CoV-2 u otros agentes, una coinfección con SARS-CoV-2 y otro agente, una toxina, un fármaco o una exposición ambiental». Por su parte, Aricò y Caselli (2022) coinciden en que la hipótesis principal plantea la enfermedad como una «hepatitis infecciosa de origen viral». Además, indican que «no parece que sea el caso [de que el SARS-CoV-2 esté implicado] dado que la asociación entre ambos no es convincente».
Sin embargo, en una correspondencia en The Lancet Gastroenterology & Hepatology, Brodin y Arditi (2022) plantearon la hipótesis de que la enfermedad era «consecuencia de la infección por adenovirus con trofismo intestinal [«atracción» del virus por el intestino»] en niños previamente infectados por SARS-CoV-2 y portadores de reservorios virales (apéndice)». Según Siva (2022), se ha sugerido «que los niños pequeños no tuvieron la exposición habitual a estos virus durante la pandemia de COVID-19 y, por tanto, ahora podrían estar mostrando respuestas inmunitarias graves»; la Agencia de Seguridad Sanitaria del Reino Unido descartó alguna relación con las vacunas contra esa enfermedad dado que ninguno de los primeros casos británicos estaba vacunado. Igualmente, la OMS afirmó: «Actualmente [27 de mayo] no tienen respaldo las hipótesis relacionadas con efectos adversos de las vacunas contra la COVID-19, dado que la mayoría de los niños afectados no recibió esas inmunizaciones».
Algunos autores, sin embargo, han planteado que la hipótesis del adenovirus no explica completamente las características clínicas presentadas por los pacientes. Por ejemplo, Sergi (2022) planteaba que la infección por adenovirus F41 «no se ha asociado con tal cuadro clínico», incluso pacientes inmunocompetentes «no presentan enfermedades graves al encontrarse con el adenovirus, que en su mayoría se relaciona con sintomatología respiratoria». Por su parte, una editorial de The Lancet Infectious Diseases de mediados de mayo detallaba: «No todos los niños han dado positivo en las pruebas de adenovirus, los que sí han dado positivo solo lo hicieron en sangre entera (las muestras hepáticas y plasmáticas han resultado, en su gran mayoría, negativas)». Además, «las concentraciones en sangre completa han sido bajas, lo que ha impedido la secuenciación de su genoma completo para caracterizar mejor el virus y cualquier cambio genómico que pueda explicar este nuevo fenómeno».
Cevik et al. (2022) coincidían en que la secuenciación completa del adenovirus «ha fracasado hasta ahora [19 de mayo] debido a la baja carga viral y limitaciones propias de las muestras». También aseveraban que los hallazgos histopatológicos, aunque «difíciles de interpretar durante una insuficiencia hepática fulminante por la necrosis en la muestra hepática», no mostraban un «patrón de necrosis o apoptosis consistente con causas conocidas de hepatitis viral». Con respecto a otras causas, citaban a la Agencia de Seguridad Sanitaria del Reino Unido que reportaba un 70 % con exposición a perros y 75 % a los que se les había administrado paracetamol, dentro de rangos terapéuticos, «aunque sigue sin estar claro el significado de ambos [datos]». Sallam, Mahafzah y Şahin (2022) resumen en seis las hipótesis manejadas sobre la etiología de esta hepatitis: (1) «cofactores que producen que infecciones comunes y leves se tornen más graves»; (2) «agentes infecciosos previamente conocidos que experimentan un cambio genético, lo que alteraría su patogenicidad»; (3) «coinfección entre dos diferentes virus»; (4) «la aparición de un nuevo agente infeccioso»; (5) «el posible papel de la inmunopatología posterior a una infección», y (6) «el potencial rol de agentes tóxicos o ambientales, incluidas toxinas alimentarias».
En una correspondencia en Hepatology Communications, publicada a inicio de junio, Qi y Gong (2022) tomaban como cierta la hipótesis de una infección por adenovirus como causa subyacente de la hepatitis aguda grave y sostenían: «Proponemos que la hepatitis grave causada por [adenovirus] en humanos puede haber estado circulando durante mucho tiempo. Podría cuestionarse por qué la enfermedad no fue monitoreada antes. [...] El papel de la enfermedad por coronavirus 2019 (COVID-19) aquí es simplemente aumentar la cantidad de casos de hepatitis grave que son reconocidos». En su visión, la detección de esta enfermedad fue producto del «aumento en la vigilancia de las enfermedades infecciosas» por parte de las agencias de salud pública. En contraste, en una editorial de Medical Science Monitor, Méndez-Sánchez y Pal (2022) matizaban: «Aunque el adenovirus se ha aislado en muchos de los niños con hepatitis aguda de origen desconocido, es fundamental señalar que esta asociación no prueba causalidad. El adenovirus es un virus ubicuo en los niños y, en los niños con hepatitis, puede ser un hallazgo incidental». Asimismo, al tomar en cuenta la «alta tasa de detección de adenovirus en niños afectados y lo que se conoce sobre la fisiopatología de la hepatitis», sostenían la existencia de tres «hipótesis principales» sobre la etiología: «infección con una variante de adenovirus; hepatitis autoinmune, y una forma infantil autoinmune de COVID-19».
Nishiura, Jung y Hayashi (2022) señalaron en una comunicación corta en el International Journal of Infectious Diseases que los países con mayor frecuencia de infecciones por la variante ómicron del SARS-CoV-2 «tenían más probabilidades de haber notificado uno o más casos de hepatitis grave de etiología desconocida en niños». Aunque Tobías et al. (2022) advierten que «correlación no implica causalidad, la extensa infección de la población pediátrica durante la ola de ómicron en Europa y Estados Unidos podría reflejar el actual aumento de casos de hepatitis aguda grave de origen desconocido en niños y predecir la evolución del brote». A finales de julio, dos estudios —no revisados por pares— independientes encontraron niveles elevados de virus adenoasociado 2 (AAV2) en muestras de pacientes con hepatitis aguda grave de origen desconocido, y plantearon la hipótesis de que su origen es la coinfección entre AAV2 y un adenovirus o, en menor medida, el herpesvirus humano 6.

#### Análisis de casos
En la publicación del Morbidity and Mortality Weekly Report del 6 de mayo sobre los casos de Alabama, los CDC afirmaban que se había detectado adenovirus en todos los pacientes del hospital pediátrico y en cinco de ellos, en los que se llevaron a cabo pruebas especializadas, se detectó el subtipo F41. Siete de los casos también mostraban coinfección con otros patógenos, como el virus de Epstein-Barr, enterovirus, rhinovirus, metapneumovirus humano, virus sincitial respiratorio y coronavirus humano OC43. Además, biopsias hepáticas de seis pacientes mostraban «grados variables de hepatitis sin inclusiones virales observadas, sin evidencia inmunohistoquímica de adenovirus y sin partículas virales identificadas por microscopio electrónico». Dentro de 132 casos británicos, aparte de adenovirus y SARS-CoV-2, se habían identificado virus de Epstein-Barr, enterovirus, citomegalovirus, virus sincitial respiratorio y herpesvirus humano 6 y 7, «aunque a menor frecuencia». Por otra parte, además de no hallarse exposiciones comunes, los hígados (seis) y muestras hepáticas (ocho) analizados mostraban grados variables de severidad, incluyendo necrosis, pero «sin patrones específicos y sin causas identificables».
Con base en un sondeo en línea, a partir del que obtuvieron información de 52 hospitales en diecisiete países europeos y siete no europeos —del 1 de enero al 18 de abril de 2022—, van Beek y colaboradores (2022) registraron cinco países europeos y en uno no europeo con elevación en el número de casos pediátricos de hepatitis de origen idiopático en comparación con cinco años previos, especialmente en Reino Unido. de Kleine et al. (2022) también condujeron un sondeo que abarcó 34 centros —31 miembros de la Red Europea de Referencia en Enfermedades Hepáticas (ERN RARE-LIVER por sus siglas en inglés)— de 22 países para recolectar información del 1 de enero al 26 de abril de 2022. Como resultado, obtuvieron datos de 64 pacientes —once con causa definida, veintisiete con un posible origen identificado y veintiséis sin etiología explicada—, así como veintidós centros que no planteaban un incremento en la presentación de hepatitis aguda en pacientes pediátricos —diez no registraban ningún caso pediátrico— y once que sí lo sospechaban, pero no lo tenían documentado. Según los autores, no detectaron «adenovirus en la mayoría de los pacientes, ni otra infección viral constante» y no observaban una «elevación evidente en la aparición de hepatitis grave o [hepatitis fulminante pediátrica] en niños en Europa [al comparar] los datos informados de años anteriores con la información preliminar del período de estudio de 3.8 meses de 2022».
En un estudio publicado en junio, el Morbidity and Mortality Weekly Report reportó que, con base en información analizada de varias bases de datos, no se podía demostrar un incremento en los niveles de hepatitis pediátrica o en los reportes de adenovirus tipos 40 y 41 por encima de los niveles de referencia previos a la pandemia de COVID-19. La conclusión era resultado de la comparación del periodo octubre de 2021 a marzo de 2022 —luego de una solicitud de los CDC en abril de 2022 para recolectar información— en comparación con los previos a la pandemia. No obstante, los propios autores reconocían múltiples limitaciones, como la falta de datos o la posible alteración de los patrones causada por la pandemia. En una carta al editor en Journal of Hepatology, Di Dato y colaboradores (2022) reportaron los datos de un estudio que buscó estimar los casos en Italia en el periodo de enero a mayo de 2022, lo que resultó en 34 pacientes que cumplían los criterios de inclusión. En veintiuno se detectaron agentes infecciosos —múltiples infecciones en doce de ellos—; en nueve de esos veintiuno se identificaron uno o más agentes hepatótropos —citomegalovirus, Epstein-Barr, Leishmania, E. coli, herpesvirus 6 y 7, norovirus y rotavirus—, así como SARS-CoV-2 en cuatro. Los autores planteaban que sus resultados sugerían una importancia menor del adenovirus y SARS-CoV-2 en la patología y que «la experiencia italiana parece no respaldar las hipótesis de que la COVID causa una respuesta inmunológica aberrante a virus comunes en niños sin exposición previa».
Lexmond et al. (2022) describieron un grupo de cinco casos neerlandeses ingresados en un centro pediátrico de referencia en trasplantes hepáticos —lo que representaba un aumento en comparación con la tendencia en dos décadas de un promedio de dos casos anuales de insuficiencia hepática aguda pediátrica de origen indeterminado—. Los pacientes mostraban insuficiencia hepática aguda —INR mayor o igual a 2.0, transaminasas por encima de 1000 UI/ml y grados variables en encefalopatía hepática— y cuatro fueron sometidos a un trasplante; dos de los casos siguieron un curso hacia la hepatitis fulminante y encefalopatía grave, pero uno tuvo recuperación espontánea. Los tres restantes tuvieron un curso más insidioso con deterioro gradual; sus estudios histopatológicos mostraron hepatitis sin fibrosis o cirrosis, además los tres tuvieron infección previa por SARS-CoV-2 —uno de los pacientes con curso fulminante tenía infección activa—. En cuatro de los menores se detectó adenovirus, pero en niveles bajos y en muestras diferentes. Por su parte, Deep et al. (2022) describieron el curso clínico de ocho pacientes ingresados en la unidad de cuidados intensivos pediátricos (UCIP) del King's College Hospital de Londres, todos de cinco años o menos, con síntomas gastrointestinales seguidos de ictericia, transaminasas elevadas, positivos para adenovirus en sangre total, ninguno con infección activa por SARS-CoV-2 o vacunados contra la COVID-19, pero seis con anticuerpos positivos. Fueron ingresados a la UCIP por deterioro clínico con encefalopatía, niveles elevados de amonio, lactato e INR, y sometidos a medidas de neuroprotección con terapia de sustitución renal, plasmaféresis, solución salina hipertónica y noradrenalina para mantenimiento de la presión de perfusión, así como control de la temperatura e infusión de tiopentato de sodio. También se les administró N-acetilcisteína y cidofovir. Los ocho pacientes sobrevivieron y seis fueron sometidos a trasplante hepático —uno retrasplantado—; las muestras hepáticas resultaron negativas a adenovirus en pruebas de inmunotinción.

### Tratamiento
Cao et al. (2022) recomendaron el manejo multidisciplinario y plantearon ocho componentes del tratamiento: (1) tratamiento general —reposo en cama, nutrición enteral con dieta baja en grasas, rica en carbohidratos y moderada en proteínas, o aporte intravenoso si la ingesta oral es insuficiente—, (2) manejo de la lesión hepática y la ictericia, (3) corrección de las alteraciones de la coagulación —vitamina K y plasma fresco congelado de ser necesarios—, (4) prevención y tratamiento de la encefalopatía hepática, (5), prevención y tratamiento del síndrome hepatorrenal, (6) hígado bioartificial, (7) trasplante hepático y (8) prevención y tratamiento de infecciones secundarias. Por su parte, Chen et al. (2022) señalaban en un artículo de mediados de junio la falta de tratamiento específico por lo que aconsejaban manejo sintomático y de soporte, el tratamiento de los trastornos de la coagulación —con seguimiento con protrombina e INR, y técnicas como la tromboelastografía— y la encefalopatía —elevación de la cabecera a 20 o 30°, revaloraciones constantes, intubación endotraqueal en grados III y IV, fármacos vasoactivos para mantenimiento de la presión arterial media, lactulosa y lactitol, soporte artificial hepático, y manitol, furosemida y solución salina hipertónica en caso de hipertensión intracraneal— y trasplante hepático —urgente en caso de insuficiencia hepática aguda que no mejora pese al tratamiento, aunque los autores apuntan a una falta de «indicaciones consistentes, universales y bien definidas de [trasplante hepático] en [insuficiencia hepática aguda] en niños»—.
Con base en la hipótesis principal del adenovirus como agente responsable de la enfermedad, Verma et al. (2022) indican que, aunque no existe un tratamiento definido para este virus, se han empleado en su manejo fármacos como ribavirina, ganciclovir, immunoglobulina y cidofovir. En su correspondencia en The Lancet Gastroenterology & Hepatology, los autores plantean el uso de cidofovir a partir de una limitada experiencia con su empleo en nueve pacientes pediátricos con insuficiencia hepática aguda asociada con adenovirus, ingresados en el King's College Hospital de Londres: «Nuestra experiencia limitada mostró nefrotoxicidad transitoria con reducción de la carga viral y no recurrencia de hepatitis en el aloinjerto». Asimismo, Kelly y Stamataki (2022) expusieron el uso de corticoesteroides en varios reportes de casos, con mejoría clínica, lo que podría marcar un posible efecto benéfico de controlar «respuestas inmunitarias potencialmente dañinas».

## Historia

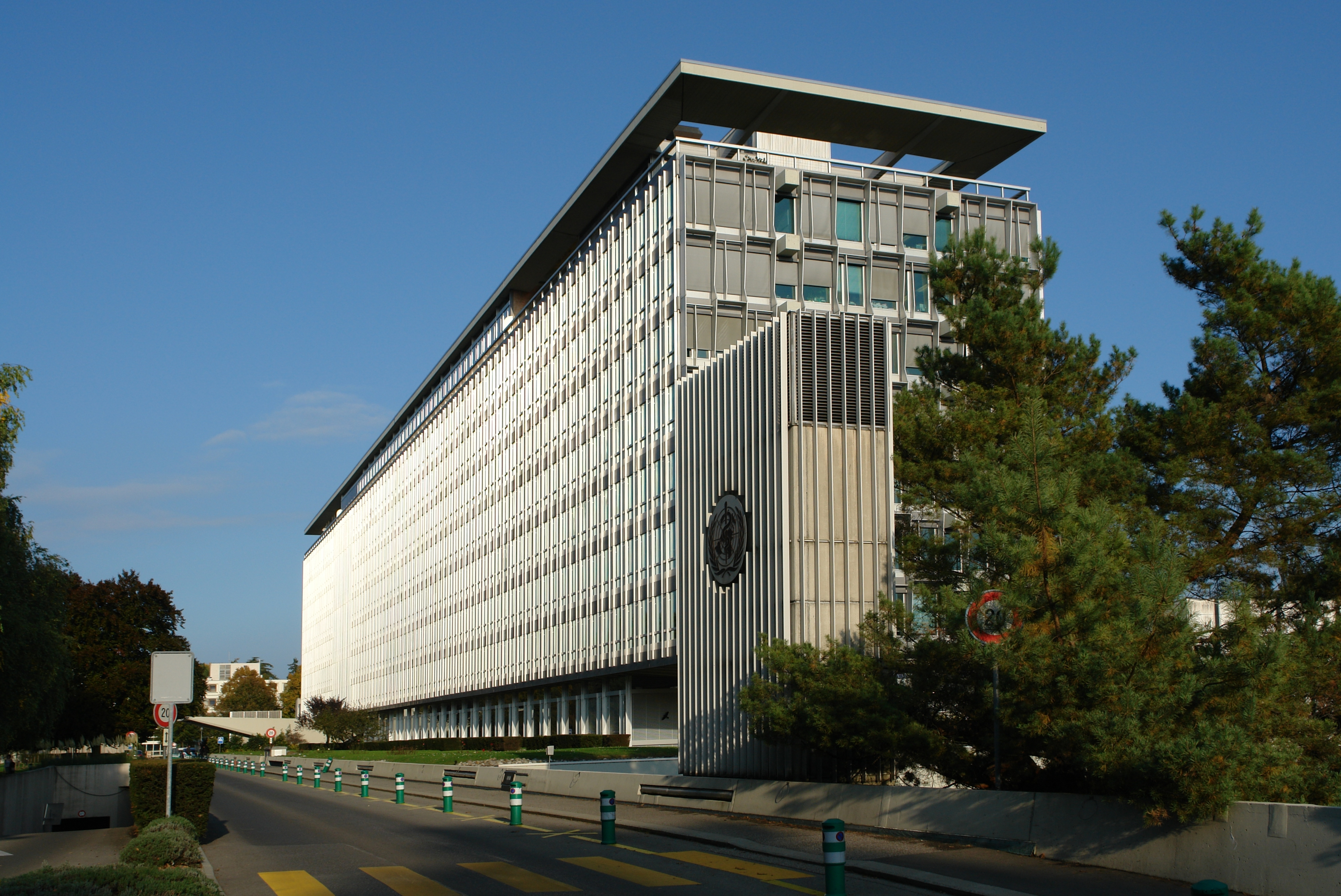
El 5 de abril de 2022, Reino Unido notificó a la Organización Mundial de la Salud diez casos en Escocia de hepatitis aguda grave de etiología desconocida en menores de diez años.

En abril de 2022, los Centros para el Control y Prevención de Enfermedades (CDC) de Estados Unidos emitieron una «alerta de salud a nivel nacional» por un «conglomerado de niños en quienes se identificó hepatitis e infección por adenovirus». Según el reporte, en octubre de 2021, se detectaron los primeros casos en el país norteamericano en un hospital pediátrico de Alabama, «donde se ingresó a cinco niños con lesiones significativas en el hígado de causa desconocida (incluidos algunos con insuficiencia hepática aguda), quienes además tuvieron resultados positivos en la prueba de adenovirus». Ninguno de los pacientes tenía alguna otra enfermedad previa y CDC fueron informados hasta noviembre. De acuerdo con un reporte publicado en el Morbidity and Mortality Weekly Report, entre octubre de 2021 y febrero de 2022, se registraron un total de nueve casos de hepatitis aguda grave de causa desconocida e infección concomitante por adenovirus. En Reino Unido, el 31 de marzo de 2022, la rama escocesa del Servicio Nacional de Salud (NHS) recibió la notificación de cinco pacientes, de tres a cinco años, diagnosticados con hepatitis grave de origen desconocido en el Royal Hospital for Children en un periodo de tres semanas; el reporte en Eurosurveillance señaló que el «número típico de casos de hepatitis de origen desconocido en toda Escocia es menor a cuatro en un año».
El 5 de abril, el Centro Nacional de Enlace para el Reglamento Sanitario Internacional de Reino Unido informó a la Organización Mundial de la Salud (OMS) de diez casos de esta enfermedad en niños escoceses, con un rango de edad de once meses a cinco años, uno cuyos síntomas iniciaron en enero y el resto en marzo. Las manifestaciones clínicas señaladas eran ictericia, diarrea, vómito y dolor abdominal. El número de casos en Reino Unido se elevó a 74 el 8 de abril —con seis pacientes que requirieron trasplante hepático— y a 114 trece días más tarde. El 12 de abril, el Centro Europeo para la Prevención y Control de Enfermedades (ECDC) publicó un comunicado en el que planteaba que «ha sido informado de un aumento en los casos de hepatitis aguda en niños durante las últimas semanas en el Reino Unido», caracterizada por aumento marcado en las transaminasas, ictericia y, ocasionalmente, precedida por síntomas gastrointestinales, en pacientes de hasta dieciséis años. Un día después, España registró sus primeros tres casos en menores de entre dos y siete años, procedentes de Madrid, Aragón y Castilla-La Mancha y hospitalizados en el Hospital Universitario La Paz —uno sometido a trasplante hepático—. Para ese momento, también había registro de casos similares en Dinamarca y Países Bajos.
Junto con el ECDC, la OMS emitió en esas fechas una alerta sanitaria internacional en la que sostenía: «Las pruebas de laboratorio han excluido los virus de la hepatitis tipo A, B, C y E (y D cuando correspondió) [...] mientras que se detectaron coronavirus de tipo 2 causante del síndrome respiratorio agudo severo o adenovirus en varios casos». Sobre la etiología, el organismo planteaba que «todavía se considera desconocida y sigue bajo investigación activa». En un nuevo reporte, el 23 de abril, la OMS afirmaba que «[desde el informe previo] ha habido notificaciones continuas adicionales de nuevos casos de hepatitis aguda de origen desconocido en niños pequeños. No está claro si se trata de un aumento en el número de casos de hepatitis o se debe a un incremento en el reconocimiento de los casos que ocurren  a un ritmo esperado, pero no son detectados». Adicionalmente, sobre la causa subyacente aseveraba: «Si bien el adenovirus es una hipótesis posible, se están realizando investigaciones para determinar el agente causal». Hasta el 21 de abril, sumaban 169 casos en once países de Europa y en uno de América, la mayoría en Reino Unido (114), España (13), Israel (12) y Estados Unidos (9), en pacientes de entre un mes y dieciséis años. Igualmente, en esa ocasión se registró el primer fallecimiento asociado con la enfermedad.
Poco después, la Agencia de Sanidad Pública de Canadá informó que investigaba casos sospechosos de hepatitis infantil aguda de origen desconocido, mientras que Japón dio a conocer que indagaba un posible caso, que después planteó como su primero. Por su parte, a inicios de mayo, Indonesia reportó tres muertes por hepatitis aguda en abril y Singapur notificó su primer caso, un lactante de diez meses. En ese momento, la OMS elevó a 228 los casos probables en veinte países y cincuenta en investigación, y consideraba el tema «muy urgente». El 4 de mayo, México emitió una alerta epidemiológica por la «hepatitis aguda grave de etiología desconocida» con la definición de caso sospechoso: «Toda persona menor o igual a 16 años de edad que presente hepatitis aguda con AST o ALT mayor de 500 UI/L, sea negativo a virus de la hepatitis A-E* y sin etiología conocida». Un día después, el Ministerio de Salud de Argentina reportó su primer caso y, por tanto, el primero en América Latina, correspondiente con un paciente masculino de ocho años hospitalizado en el Hospital de Niños de la ciudad de Rosario, y, el 6 de mayo, Malasia notificó un caso en un menor de cuatro años sometido a tratamiento en marzo de 2022 con un trasplante hepático ante el deterioro de su condición, que dio negativo a múltiples pruebas y enfermedad por COVID-19 reciente.
Por esas fechas, el CDC informó que investigaba 109 casos de hepatitis de origen desconocido en veinticinco estados y territorios de Estados Unidos, así como cinco muertes relacionadas; más del 90 % de los pacientes había sido hospitalizados y un 14 % fue sometido a un trasplante por insuficiencia hepática. Al 10 de mayo, la OMS cifraba en 348 el número de casos probables, más setenta a la espera de clasificación, en 21 países —y trece con posibles casos—; la mayoría se registraban en Reino Unido (163). Dos días más tarde, México notificó sus primeros cuatro casos concordantes con la definición operacional, detectados en Nuevo León. El 20 de mayo, el país norteamericano notificó una muerte relacionada, correspondiente a un menor de tres años en Tulancingo (Hidalgo). Posteriormente, a inicios de junio, el Instituto Nacional de Salud y el Ministerio de Salud y Protección Social de Colombia notificaron su primer caso probable, un paciente de dos años con insuficiencia hepática y pruebas positivas para adenovirus y SARS-CoV-2. A mediados de mes, la Secretaría de Salud de Jalisco (México) reportó una muerte por probable hepatitis aguda grave de etiología desconocida, lo que representaba el segundo fallecimiento posiblemente asociado con la enfermedad en México.
Por su parte, el 16 de junio, la Comisión Nacional de Salud de China —sin reportar aún casos probables— emitió pautas de diagnóstico y tratamiento para la identificación temprana de casos probables. Por esas fechas, la Agencia de Seguridad Sanitaria del Reino Unido informó que había «un descenso generalizado en el número de casos nuevos notificados cada semana», luego del pico detectado entre el 28 de marzo y el 3 de abril. Tal reducción la consideró significativa «incluso teniendo en cuenta retrasos en las notificaciones». Al 24 de junio, Costa Rica reportaba tres casos probables en investigación, luego de descartar cuatro y tras el primero notificado el 3 de mayo. En esas fechas, el Ministerio de Salud Pública de Costa Rica publicó sus «Lineamientos generales para el abordaje de casos probables de la Hepatitis aguda grave infantil de causa desconocida» y la Secretaría de Salud de México la «Guía para el abordaje de los casos de hepatitis aguda grave de causa desconocida en niñas, niños y adolescentes». A mediados de julio, la OMS reportó que se habían superado los mil casos probables en todo el mundo.

### Número de casos probables
En su informe del 23 de abril, OMS cifró en 169 el número de casos sospechosos de acuerdo con sus definiciones de «caso probable», que no planteaban en ese momento la existencia de «casos confirmados», únicamente «probables» y de «relación epidemiológica». En ese momento, estaban involucrados doce países —once de la región europea y uno de la americana—, con una mayoría de reportes en Reino Unido. Por su parte, en una nota publicada cinco días después, la Organización Panamericana de la Salud (OPS) señalaba que:

La mayoría de los casos notificados se clasificaron considerando las definiciones operativas de caso vigentes, las cuales están basadas en la caracterización clínico-epidemiológica de los casos identificados hasta la fecha.
Organización Panamericana de la Salud

Más tarde, en una nota técnica del 10 de mayo, la OPS elevó, sin especificar el número por país —aunque sí señaló que quince países habían notificado cinco casos o menos—, a 348 el número de casos probables reportados, en 21 países, incluyendo a veintiséis pacientes sometidos a trasplante hepático. Aunque planteaba que «la OPS/OMS en este momento no está haciendo un llamado para la vigilancia universal», sí recomendaba «a los Estados Miembros a identificar e investigar los casos potenciales que se ajusten a la definición actual operativa de caso». Por su parte, el ECDC reportó al 10 de mayo entre 102 y 106 casos probables en países de la Unión Europea (UE) y el Espacio Económico Europeo (EEE), así como al menos 163 en Reino Unido y un aproximado de 450 en todo el mundo, con al menos 11 muertes.
El 13 de mayo, el ECDC y la Oficina Regional para Europa de la OMS publicaron un boletín conjunto en el que cifraban en 229 el número de casos probables en Europa —122 recuperados y 18 bajo supervisión médica— y tres casos de relación epidemiológica. Una gran mayoría (75 %) eran pacientes por debajo de los cinco años; 22 —de 143 casos con información— habían sido ingresados en unidades de cuidados intensivos (UCI) y 13 —de 98 casos con información— habían sido sometidos a un trasplante hepático. Además, los organismos reportaron una muerte asociada con esa enfermedad. Nuevamente el adenovirus era el virus principalmente aislado —90 pruebas positivas en 151 casos—, mientras que se había detectado SARS-CoV-2 en catorce —de 19 casos con datos serológicos—. Finalmente, de 56 pacientes de los que se tenía información del estado de vacunación contra la COVID-19, 47 no estaban vacunados. Cuatro días después, una nueva nota técnica de la OPS informaba de 429 casos probables notificados al 15 de mayo, en veintidós países, así como veintiséis pacientes sometidos a trasplante hepático. La región de las Américas acumulaba 33 casos probables en seis países.
Posteriormente, el 19 de mayo, en su nueva actualización, los ECDC elevaron a 132 los casos probables en catorce países de la UE y el EEE, 176 en Reino Unido. Además, señalaban que, según otras fuentes —reportes oficiales y medios de comunicación— había 313 en otros dieciséis países, lo que implicaba una sumatoria total de 621 casos probables en todo el mundo, y catorce muertes reportadas en Irlanda, Indonesia, México, Palestina y Estados Unidos. El 27 de mayo, la OMS elevó a 650 el número de casos probables, en 33 países, la mayoría en Reino Unido (222) y Estados Unidos (216), 99 pendientes de clasificación y nueve muertes. La organización señalaba que 38 pacientes habían requerido trasplante hepático y 75.4 % eran menores de cinco años. De 156 casos, 22 había sido ingresados en unidades de cuidados intensivos y de 181 sometidos a pruebas para detección de adenovirus, 110 habían resultado positivos. Con respecto al SARS-CoV-2, de 188 pacientes a los que se les habían hecho pruebas, veintitrés resultaron positivos; 53 de 63 pacientes con información no estaban vacunados contra la COVID-19. No obstante, la OMS advertía que: «Podría estarse subestimando el número real de casos en algunos entornos, en parte debido a la limitada capacidad de vigilancia existente».
El ECDC y la Oficina Regional para Europa de la OMS publicaron un nuevo boletín conjunto el 31 de mayo, en el que cifraron en 305 el número de casos probables en diecisiete países europeos —veintinueve nuevos reportes entre el 20 y el 31 de mayo—; el 76.1 % eran menores de cinco años y de 180, de los que se tenía información, 148 se habían recuperado y 31 seguían bajo cuidados médicos. De 131 pacientes con datos, catorce habían recibido un trasplante hepático, y se registraba una muerte asociada, mientras que, de 199 casos sometidos a pruebas, 118 habían resultado positivo para adenovirus. Al 16 de junio, ambos organismos elevaron a 449 el número de casos probables en veinte países. Sin desglosar por países, la OPS estimó el 21 de junio que había 869 casos probables en 33 países —368 en siete países del continente americano, 290 en Estados Unidos—. Tres días después, la OMS aumentó a 920 el número de casos probables, en 33 países, con lo que eliminó algunos previamente mencionados —como Eslovaquia y Eslovenia— y añadió otros, como Catar y Brasil. Al desglosarlo por regiones de la OMS, se reportaban 383 casos probables y 12 muertes en las Américas; dos casos probables y una muerte en el Mediterráneo Oriental; 460 casos probables y una muerte en Europa; 14 casos probables y cuatro muertes en Asia Sudoriental, y 61 casos probables en el Pacífico Occidental, para un total de 18 fallecimientos informados al organismo. De acuerdo con los datos con información disponible, 55 % —203/371— de los casos europeos y 45 % —113/252— de los estadounidenses había dado positivo en las pruebas para la detección de adenovirus.
El 1 de julio, los ECDC reportaron veintisiete nuevos casos probables en diez países europeos, la mayoría en Reino Unido (ocho), descartaron dos (en Francia y Suecia) y volvieron a clasificar como probable un caso sueco previamente descartado. 76.1 % de los casos correspondían a menores de cinco años; de 302 con información, 221 se había recuperado, ochenta seguían hospitalizados y había una muerte asociada. Por su parte, de 364 casos con pruebas para adenovirus, 192 (52.7 %) habían resultado positivos, mientras que de 322 con pruebas para SARS-CoV-2, únicamente 35 (10.9 %) eran positivos. También indicaban: «Dado que la hepatitis grave puede tardar en desarrollarse después de los síntomas iniciales, y considerando que se necesita descartar causas conocidas, se espera que exista un retraso en la notificación [de casos]. Por tanto, la reciente disminución de casos es difícil de interpretar». El 12 de julio, la OMS añadió noventa casos más y reportes en dos nuevos países —Costa Rica y Luxemburgo—, además de cuatro nuevos fallecimientos, con lo que se elevó a veintidós la cifra de muertes, y cifró en 46 los casos probables que habían necesitado de trasplante hepático. El organismo también indicaba que «ha habido una tendencia a la baja en los casos durante el último mes», sin embargo, advertía que «esta tendencia debe interpretarse con cuidado ya que hay retrasos en la notificación y limitada vigilancia en muchos países».

#### Estadísticas
| Países         | Casos probables | Casos probables | Casos probables   | Ref    |
| Países         | Según OMS       | Según ECDC      | Fuentes oficiales | Ref    |
| -------------- | --------------- | --------------- | ----------------- | ------ |
| Austria        | 3               | 6               |                   |        |
| Argentina      | 3               |                 |                   |        |
| Bélgica        | 14              | 14              |                   |        |
| Brasil         | 2               |                 | 10                | [ 74 ] |
| Bulgaria       | 1               | 1               |                   |        |
| Canadá         | 21              |                 | 22                | [ 75 ] |
| Catar          | 1               |                 |                   |        |
| Chipre         | 2               | 2               |                   |        |
| Colombia       | 2               |                 |                   |        |
| Costa Rica     | 3               |                 | 3                 | [ 76 ] |
| Dinamarca      | 8               | 8               |                   |        |
| España         | 40              | 46              |                   |        |
| Estados Unidos | 334             |                 | 305               | [ 77 ] |
| Francia        | 8               | 9               |                   |        |
| Grecia         | 12              | 12              |                   |        |
| Indonesia      | 18              |                 |                   |        |
| Irlanda        | 17              | 24              | 24                | [ 78 ] |
| Israel         | 5               | 5               |                   |        |
| Italia         | 36              | 36              |                   |        |
| Japón          | 67              |                 |                   |        |
| Letonia        | 1               | 1               |                   |        |
| Luxemburgo     | 1               | 1               |                   |        |
| Maldivas       | 1               |                 |                   |        |
| México         | 69              |                 | 67                | [ 66 ] |
| Moldavia       | 1               | 1               |                   |        |
| Noruega        | 5               | 6               |                   |        |
| Países Bajos   | 15              | 15              |                   |        |
| Palestina      | 1               |                 |                   |        |
| Panamá         | 1               |                 |                   |        |
| Polonia        | 11              | 15              |                   |        |
| Portugal       | 19              | 20              |                   |        |
| Reino Unido    | 272             | 273             | 270               | [ 79 ] |
| Serbia         | 1               | 1               |                   |        |
| Singapur       | 3               |                 |                   |        |
| Suecia         | 12              | 12              |                   |        |
| Total          | 1010            | 508             | —                 | —      |

#### Muertes asociadas
| Región de la OMS                 | Muertes asociadas |
| -------------------------------- | ----------------- |
| Región de las Américas           | 13                |
| Región del Mediterráneo Oriental | 1                 |
| Región de Europa                 | 2                 |
| Región de Asia Sudoriental       | 6                 |
| Región del Pacífico Occidental   | 0                 |
| Total                            | 22                |